# Pîtres
Pîtres är en kommun i departementet Eure i regionen Normandie i norra Frankrike. Kommunen ligger i kantonen Pont-de-l'Arche som tillhör arrondissementet Les Andelys. År 2022 hade Pîtres 2 572 invånare.

## Befolkningsutveckling
Antalet invånare i kommunen Pîtres
Referens:INSEE